# Allomyces
Allomyces é um género de fungos quitrídios  da família Blastocladiaceae. Foi descrito pela primeira vez pelo micologista britânico Edwin John Butler em 1911. espécies desse género possuem um talo policêntrico e reproduzem-se assexuadamente por meio de zoósporos flagelados. Eles vivem, em sua maioria, isolados em solos de países tropicais, comumente em lagoas, campos de arroz e rios lentos.

## Espécies
- Allomyces anomalus
- Allomyces arbusculus
- Allomyces attomyces
- Allomyces catenoides
- Allomyces cystogenus
- Allomyces javanicus
- Allomyces kniepii
- Allomyces macrogynus
- Allomyces moniliformis
- Allomyces neomoniliformis
- Allomyces reticulatus
- Allomyces strangulata